# Мордово (Рязанская область)
Мордово — село в Сараевском районе Рязанской области России, входит в состав Ягодновского сельского поселения.

## Расположение
Расположено на берегу реки Пара в 2 км на восток от центра поселения села Ягодное и в 24 км на юго-восток от райцентра поселка Сараи.

## История
Мордово в качестве деревни Козловского уезда Борецкого стана упоминается в 1690 году. Время построения первоначального храма в честь великомученика Димитрия мироточивого относится к началу XVIII века. В 1777 году в селе была построена новая деревянная церковь прежнего наименования, колокольня была устроена одновременно с церковью.
В XIX — начале XX века село входило в состав Муравлянской волости Сапожковского уезда Рязанской губернии. В 1906 году в селе было 292 двора.
С 1929 года село являлось центром Мордовского сельсовета Сараевского района Рязанского округа Московской области, с 1937 года — в составе Рязанской области, с 2005 года — в составе Ягодновского сельского поселения.
До 2011 года в селе работала Мордовская средняя общеобразовательная школа.

## Население
| 1859 | 1897  | 1906  | 2010 |
| ---- | ----- | ----- | ---- |
| 1366 | ↗1988 | ↗2220 | ↘158 |